# Brigata Maiella
La Brigata Maiella fu una formazione militare partigiana della Resistenza italiana attiva durante la seconda guerra mondiale.
Fu l'unica formazione partigiana a essere decorata di medaglia d'oro al valor militare alla bandiera, nonché tra le pochissime formazioni di patrioti di ispirazione repubblicana aggregate alle forze alleate dopo la liberazione dei territori d'origine, assieme alla 28ª Brigata Garibaldi "Mario Gordini" e alla Divisione Modena-Armando; fu la formazione combattente con il più lungo e ampio ciclo operativo, continuando a lottare risalendo la penisola sino alla liberazione delle Marche, dell'Emilia-Romagna e del Veneto.

## Storia

### La situazione in Abruzzo

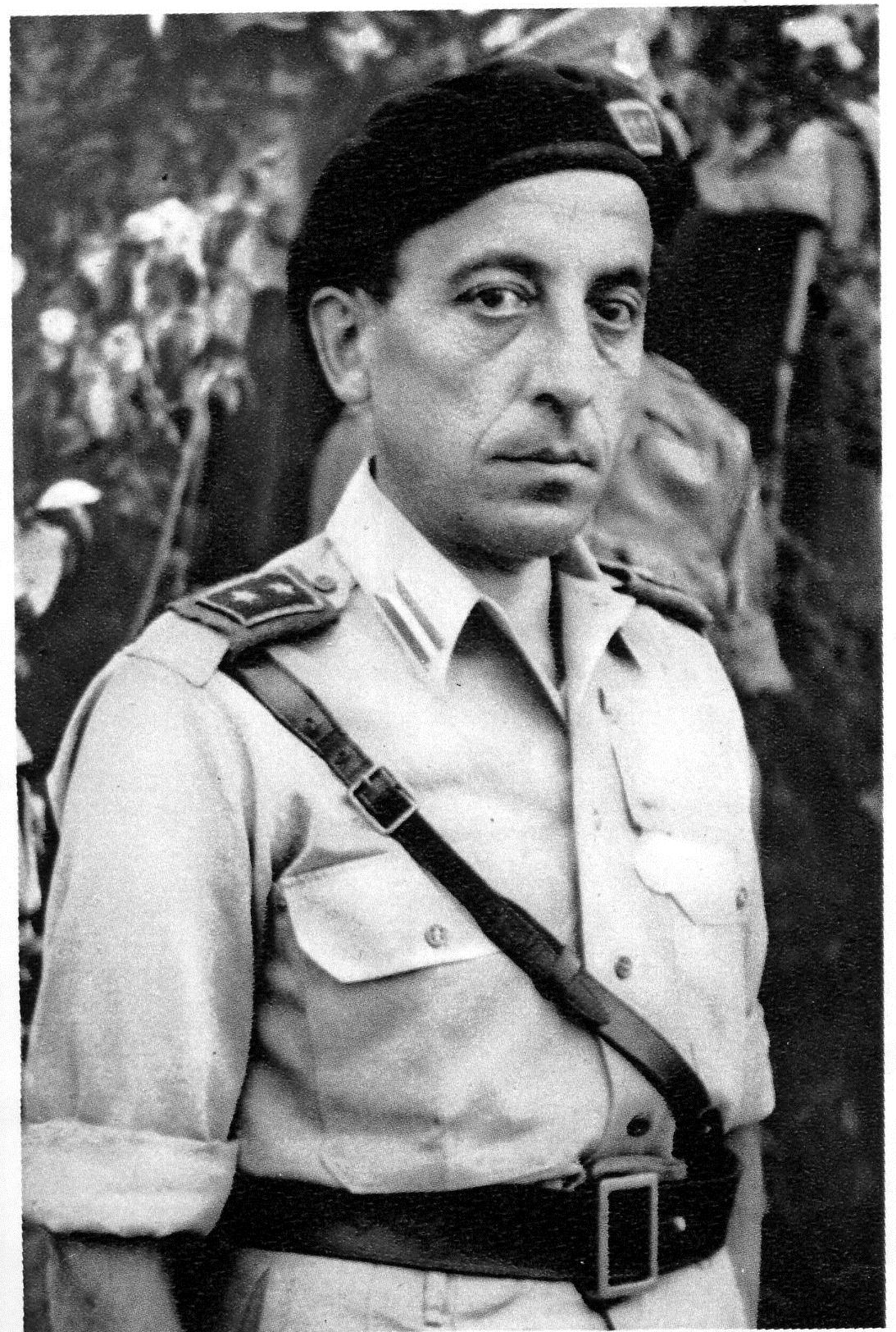
Il comandante Ettore Troilo

La notte dell'8 settembre 1943 inizia a circolare, attraverso la radio e poi la stampa, la notizia della firma dell'armistizio dell'Italia con le truppe Alleate. La fuga di Vittorio Emanuele III e Pietro Badoglio era inizialmente rivolta a Pescara, ma in realtà solo Badoglio vi si imbarcò, nottetempo. Lo Stato Maggiore e gli altri esponenti istituzionali in fuga pernottarono a Chieti mentre il re, con la famiglia e la corte, pernottò nel castello Ducale di Crecchio ospite dei duchi di Bovino. Tutti, il giorno successivo, si imbarcarono dal porto di Ortona sulla corvetta "Baionetta" per raggiungere un porto disposto ad accoglierli, fu Brindisi, lasciando le truppe italiane allo sbando e senza ordini precisi.
Gli Alleati, sul versante adriatico, erano già nei pressi di Termoli e contavano di arrivare entro Natale a Ortona, per poi arrivare agevolmente a Roma percorrendo la via Tiburtina Valeria, a ostacolare l'avanzata alleata verso l'Abruzzo c'era la Linea Gustav, una linea difensiva voluta da Hitler e coordinata direttamente dal generale Albert Kesselring.
I paesi che si trovavano lungo la linea, cui i principali sono Ortona e Lanciano vennero sfollati e gli abitanti furono sottoposti a numerose angherie, soprusi e delitti da parte degli occupanti, e costretti ad andare altrove. Molti finirono, triplicandone gli abitanti, nella città di Chieti, considerata città aperta, altri presso Pianella.
L'occupazione fu dura e crudele. I divieti imposti alla popolazione furono sempre più restrittivi; In molti furono passati per le armi avendo dato rifugio o favorito prigionieri alleati fuggiti dai campi di prigionia oppure per atti di insofferenza e ribellione nei confronti dell'occupante. Venne inoltre messa in pratica la strategia della terra bruciata, i comuni a ridosso della Linea Gustav furono sistematicamente rasi al suolo e minati per ostruire l'avanzata degli Alleati. Questi atti crearono ulteriore disperazione e rabbia nella popolazione, che iniziò a raggrupparsi in bande partigiane. Gli Alleati, nel frattempo, si erano arenati a nord di Ortona, in località Riccio, e li rimasero, bloccati, fino alla primavera dell'anno successivo. Ortona, vittima di terribili combattimenti porta a porta, venne anche definita come piccola Stalingrado.
Messi al bando dalle numerose ordinanze emesse dai tedeschi e dai fascisti, numerosi i gruppi di partigiani che si formarono nell'Abruzzo meridionale in quel periodo. Tra i vari gruppi emergono quello guidato da Domenico Troilo operante inizialmente a Gessopalena e quello dell'avvocato Ettore Troilo, socialista, che aveva preso il nome della Maiella, la montagna madre, per battezzare la sua formazione. I due, nonostante avessero lo stesso cognome, non avevano alcun vincolo di parentela. Si ricorda, poi, la rivolta di Lanciano, tra il 5 e il 6 ottobre 1943. Altre bande operavano sulle località montane della Maiella, nei pressi di Sulmona, nel chietino e in numerosi centri abruzzesi.

### La nascita e le prime azioni
Le prime presenze di militari a Casoli, comune posto in posizione dominante, dopo Altino, sul fiume Aventino, e porta di accesso alla fascia orientale della Maiella, si ebbero alla metà di settembre del 1943, e successivamente le truppe tedesche, sempre più consistenti, occuparono tutto il centro, acquartierandosi in specifiche case requisite. Il 27 ottobre ci fu il rastrellamento di uomini validi ad adibire lavori di fortificazione delle zone montane circostanti, per fortificare la linea Gustav. L'occupazione nei giorni seguenti mostrò i suoi lati peggiori, gli uomini si dettero alla macchia piuttosto che venire reclutati, i principali esercizi pubblici rimasero chiusi, i rapporti tra tedeschi e civili divennero più che ostili.
Il rancore raggiunse il culmine il 14 novembre quando per un incidente provocato da un tedesco che aveva gettato a terra una sigaretta ancora accesa, saltò in aria il Palazzo Di Florio, nel cui piano terra era depositata una gran quantità di ordigni; lo scoppio provocò la distruzione del palazzo, con la morte di militari tedeschi e di civili.
Prima che il palazzo crollasse, al momento in cui era ancora in fiamme, intervennero dei volontari civili per salvare gli intrappolati, e alcuni rimasero feriti, come i fratelli Belfatto Pietro e Angelo, che venne decorato più avanti con la Medaglia d'Argento al Valor Civile. Il 24 novembre il comando tedesco si installò nel castello ducale in cima al paese, e stabilì un punto di osservazione strategico sulla torre normanna. Il giorno seguente Casoli fu sottoposta a cannoneggiamenti e a bombardamenti aerei da parte degli alleati, che danneggiarono le abitazioni e soprattutto il soffitto della chiesa di Santa Reparata. Il 27 novembre i tedeschi si ritirarono da Casoli, e una pattuglia di neozelandesi in ricognizione entrò nel paese, attraversando il centro sotto l'applauso della folla, ma non pose un comando militare di occupazione, proseguendo altrove.
Il gesto gettò la popolazione nello sconforto, dato che Casoli dal 28 novembre divenne "terra di nessuno", e si temeva il ritorno delle truppe tedesche, che avrebbero forse dato sfogo a violente rappresaglie.
Il 1º dicembre una delegazione di notabili si recò a Sant'Eusanio dal comandante inglese che amministrava la municipalità, chiedendo di occupare simbolicamente anche Casoli. Il comando inglese si sistemò nel castello, chiedendo dei volontari civili nelle operazioni belliche contro i tedeschi, e numerosa fu l'affluenza, poiché i cittadini ancora ricordavano le vessazioni subite, e coltivavano il desiderio comune di liberare il territorio dagli oppressori.

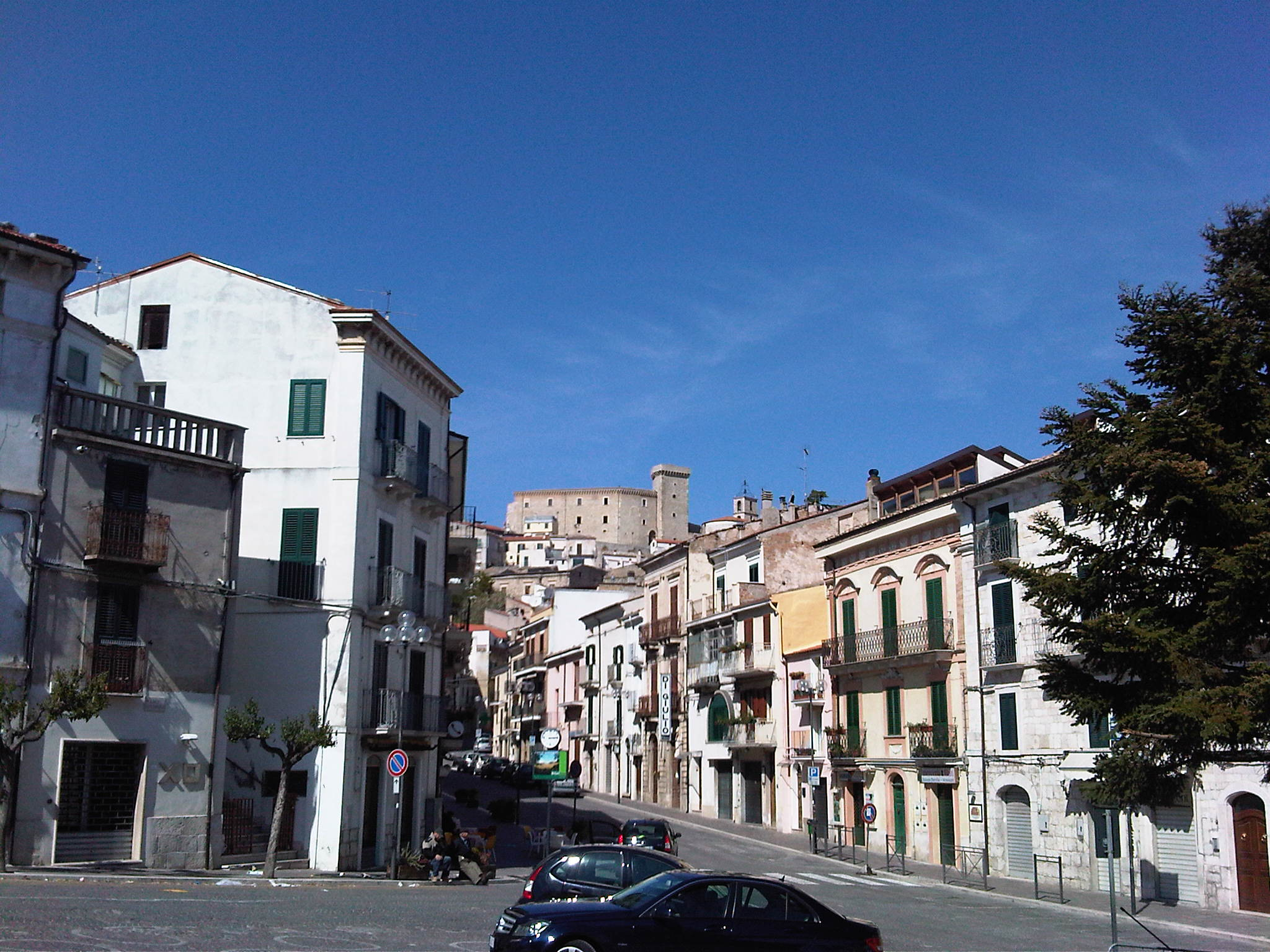
Casoli: Piazzale Brigata Maiella e Corso Umberto I

Inizialmente il comando inglese fu riluttante, quando si presentò l'avvocato torricellano Ettore Troilo per creare il gruppo civile dei giovani volontari, che si stava costituendo, con numerose affluenze di iscritti, provenienti da Casoli e anche dai paesi circostanti di Gessopalena, Torricella, Civitella, Fara, Lama, Pizzoferrato. Quando gli accordi furono presi, giunse a Casoli il Maggiore Lionel Wigram; il progetto di Troilo era di costituire ufficialmente il Corpo Volontari della Maiella, poi strutturato in "Brigata Maiella", aggregato all'VIII Armata Britannica operante sulla direttrice adriatica, sino allo scioglimento del 5 maggio 1945.

Il maggiore Lionel Wigram

In questo contesto vennero rilasciati anche i profughi ex jugoslavi ebrei rinchiusi nel campo di internamento di Casoli, ossia presso Palazzo Tilli. Casoli benché sotto la protezione britannica, subì alcuni cannoneggiamenti tedeschi nel giugno 1944, provenienti dalla piana di Guardiagrele. Il 5 dicembre 1943 dalle campagne di Torricella Peligna, dove si erano rifugiate le famiglie civili dopo lo sgombero del paese, molti partirono per Casoli, tra cui i giovani guidati da Ettore Troilo. Nei discorsi con i generali neozelandesi, oltre al desiderio di costituite un corpo d'azione partigiano, le richieste di Troilo riguardavano il ripristino della strada da Casoli a Torricella, distrutta dalle mine tedesche, l'occupazione neozelandese di Torricella prima che i tedeschi mettessero in pratica la "terra bruciata", e gli stessi torricellani si offrirono come guide per gli alleati.
Il tenente inglese aderì alla proposta e inviò degli uomini a Torricella, per riparare la strada, cose che avvenne immediatamente, mentre veniva messa in pratica anche la principale richiesta di vettovagliamenti e munizioni per costituire il Corpo Volontari della Maiella.

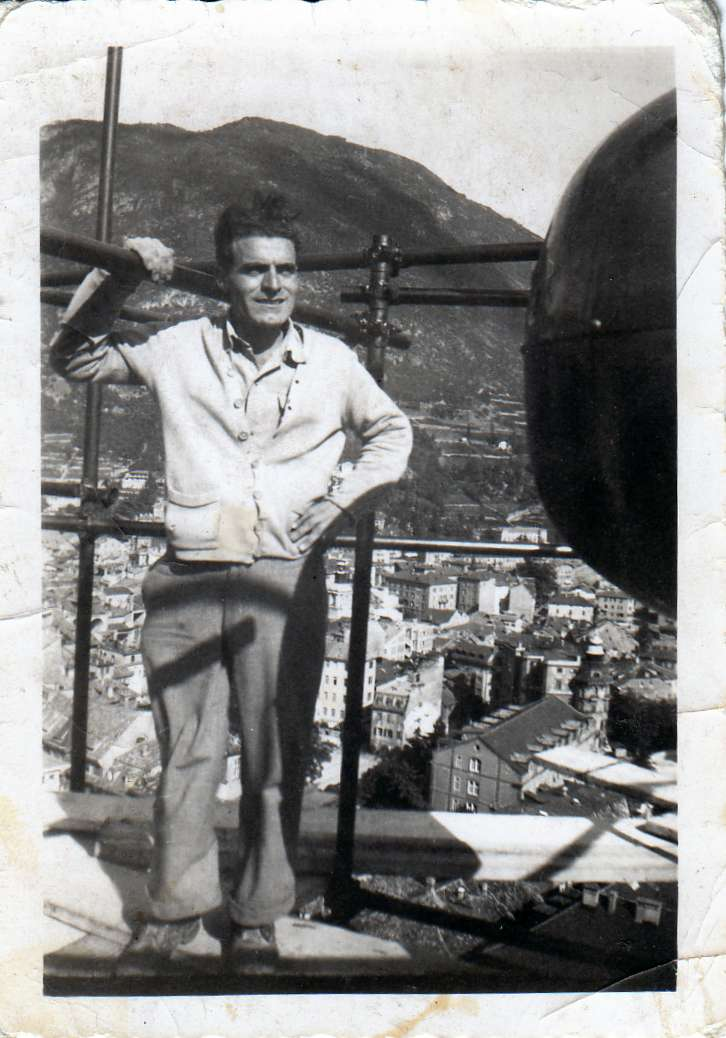
Ubaldo Natale, un brigadista

Tuttavia ci furono momenti di diffidenza da parte degli inglesi, poiché, come racconta Nicola Troilo (1930-2017), figlio di Ettore, il comandante inglese precisò che già aveva autorizzato il 6 e il 7 dicembre i cittadini di Civitella M. Raimondo ad armarsi con le munizioni rastrellate sul luogo degli scontri con i tedeschi, sotto richiesta della moglie inglese di uno dei civili. Il maggiore inglese consigliò Ettore Troilo di rivolgersi al Quartier generale Alleato che stazionava in località Taverna Nuova a Casoli, e lo avvertì che avrebbe richiesto al suo servizio informazioni di procurarsi armi per proprio conto. I colloqui con gli inglesi divennero degli interrogatori per l'estrema diffidenza, tanto che il desiderio dell'avvocato venne giudicato "assurdo e ridicolo", lamentando inoltre la presunta tipicità degli italiani di comportarsi da traditori nei momenti bellici.
Ettore Troilo continuò la sua attività di mediatore, sopportando anche gli insulti e gli stereotipi inglesi contro gli italiani, mentre pian piano Casoli diveniva una sorta di "città aperta" come Chieti, ospitando gli sfollati dei principali centri dell'Aventino, e vennero usate anche le masserie e le stalle, comprese le chiese di Santa Maria Maggiore e Santa Reparata, che ospitava un centinaio di persone.
Mentre i colloqui continuavano, la vita del paese stentava a riprendere, e Nicola Troilo ricorda l'episodio del tavolo in marmo della pescheria usato dalle donne per impastare il pane da dare alla popolazione che si accumulava in fila indiana, al freddo e al gelo, per ricevere la propria razione.
Il nervosismo generale si acuì sempre di più sino a quando i civili per prendere ulteriori quantità di cibo e legna, si avvicinarono ai paesi ancora occupati dai tedeschi, violando l'ordine del Comando militare alleato di muoversi in prossimità del fronte. Molti contadini vennero arrestati senza precisi motivi, accusati di essere spie collaborazioniste, e tradotte al castello ducale, con interpellazione quotidiana di Ettore Troilo, che doveva riconoscere i presunti colpevoli. Nel gennaio 1944 arrivarono altri profughi, stavolta dall'Alta Val di Sangro e dalla Piana delle Cinquemiglia: Roccaraso, Ateleta, Castel di Sangro, Rivisondoli, Rocca Pia, tutti centri gravemente danneggiati se non distrutti dalle operazioni militari tedesche. I profughi già smistati dal dicembre 1943 rimasero al loro posto, mentre gli altri vennero tradotti nei campi di San Salvo e Vasto, e tornarono alle loro case soltanto nel 1945-46.
Queste decisioni dettate dalla situazione estrema non solo per le condizioni igienico-sanitarie della popolazione civile, ma anche per il complicarsi delle operazioni militari con l'arrivo della neve, comportarono una serie di proteste e di sconforto morale da parte degli sfollati.

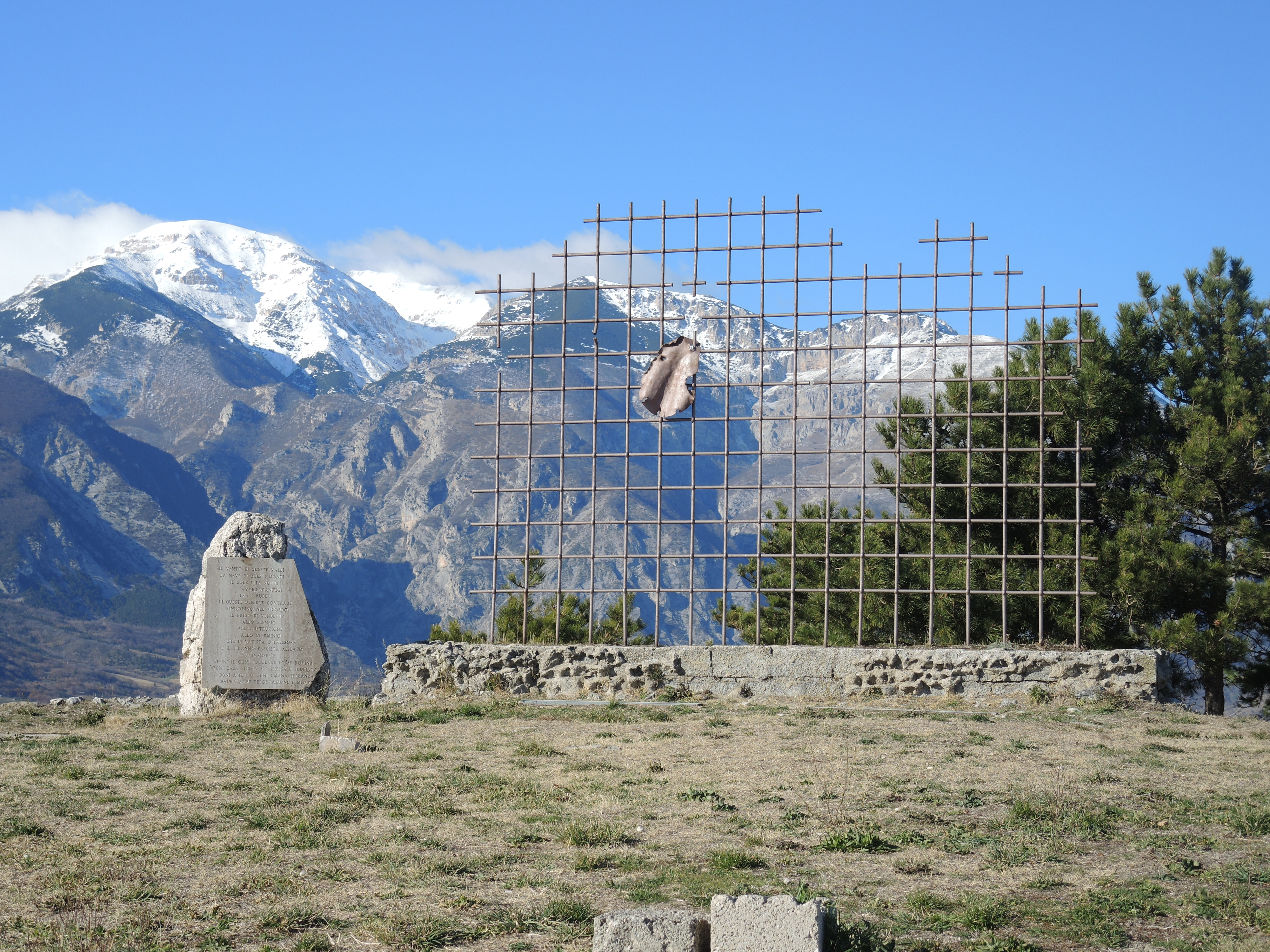
Gessopalena vecchia, il Monumento alla Strage nazista

L'avvocato Troilo fu incaricato dal Comando inglese di costituire alcuni reparti di polizia civile per controllare l'abitato e garantire l'ordine pubblico, e di assistere gli sfollati, smistarli e incolonnarli, di controllare e reprimere le azioni di sciacallaggio verso il fronte nemico, di raccogliere notizie sui collaborazionisti, di far rispettare il coprifuoco e di censire eventuali ruberie e saccheggi. Mentre il comitato di Troilo era occupato in questi intenti, anche sotto pagamento, nel momento in cui l'avvocato era occupato nel ripristino della viabilità stradale tra Casoli e centri limitrofi, giunse in paese il maggiore Lionel Wigram, che si mostrò subito entusiasta delle richieste di Troilo di costituire il corpo volontario della Maiella, arrivando ad addossarsi ogni responsabilità, parlamentando con i suoi superiori del Quartier generale, e offrendosi di fornire il suo personale aiuto nelle prossime operazioni militari contro i tedeschi.
Così Ettore Troilo venne richiamato a Taverna Nuova dai superiori, e i suoi punti sulla costituzione del gruppo vennero ascoltati con più attenzione, precisando che negli intenti patriottici del gruppo non sarebbero rientrati ideali politici, sovversivi, che non esistessero secondi fini se non quello di ricacciare i tedeschi dal territorio abruzzese. La caratteristica speciale della "apoliticità" del gruppo convinsero i superiori, grazie anche all'intercessione di Wigram, soprattutto quando Troilo appuntò che il corpo di liberazione avrebbe continuato a combattere al fianco degli alleati sino alla liberazione totale dell'Italia, e non solo della regione Abruzzo. A ciascun militante sarebbe stata concessa la libertà di esprimere il proprio credo politico, purché non cozzasse con il principale punto cardine del contratto di nascita del Corpo volontari, il corpo sarebbe stato equipaggiato adeguatamente per le operazioni belliche, non vi era un capo vero e proprio, ma una guida riconosciuta nella persona di Ettore Troilo.
Nicola Troilo ricorda che non venne spiegato ai volontari il motivo pratico e politico riguardo alle operazioni tattiche contro i tedeschi, ma sembrava che fosse insito in ciascuno degli uomini volontari il desiderio ardente di libertà e di rivalsa contro gli oppressori, di difendere il territorio, le case, le terre e le famiglie anche a costo della vita.
Il primitivo nucleo era composto da un centinaio di uomini, suddiviso in plotoni di 25-30 unità, sottostanti alle leggi militari del Comando Supremo Alleato, e le operazioni iniziarono nel gennaio del 1944, dopo che i casolani trascorsero, stavolta in un clima più festivo e di rivalsa, la notte di San Silvestro con i militari alleati.

### Il rapporto con gli Alleati e gli scontri sul Sangro e a Ortona

Mostrine della Brigata Maiella

L'esercito cobelligerante italiano ebbe molte difficoltà in battaglia; gli Alleati li consideravano non idonei all'impiego sul fronte, anche perché fino a qualche mese prima si trovavano dall'altro lato della barricata. I partigiani erano visti ancora peggio, a causa del rischio di innescare rappresaglie naziste e per la paura che potessero vanificare importanti azioni belliche.
Il 5 dicembre 1943, successivamente alla liberazione di Casoli da parte degli Alleati, Ettore Troilo parte da Torricella Peligna con un gruppo di 15 uomini per prendere contatti con il Comando inglese, insediato presso il castello Masciantonio che svetta sul paese, per offrirsi come volontari per la Liberazione. Era l'embrione di quella che diventerà la Brigata Maiella. In un primo tempo tutte le proposte di collaborazione vennero respinte dal Comando britannico, guidato dal generale Bernard Law Montgomery di stanza a Vasto. Il 28 dicembre viene liberata Ortona. Già nella notte precedente i tedeschi avevano smobilitato dopo giorni di battaglia urbana contro le truppe canadesi. La battaglia fu cruenta e si contarono oltre 3 000 morti tra ambo i contendenti. I canadesi trovarono una cittadina ridotta a un cumulo di macerie, per giunta minate.
Nel gennaio 1944, dopo un incontro tra il maggiore Lionel Wigram ed Ettore Troilo, finalmente viene concesso ai primi combattenti della Maiella la possibilità di combattere sotto il comando alleato. Con il diffondersi della notizia in pochissimo tempo si contano circa 350 nuove reclute smaniose di combattere sotto l'effigie della Maiella. Tra loro figurano Domenico Troilo e il suo gruppo. Il 15 gennaio 1944, una forza mista di maiellini e britannici guidata dal maggiore Wigram – per questo chiamata Wigforce partì per una missione congiunta, la prima. Conquista, non senza difficoltà, Colle dei Lami; il 17 arriva a Colle Ripabianca.
Il 30 gennaio una nuova missione per la Wigforce, con obiettivo Pizzoferrato paese posto in posizione strategica, a quota 1 300 metri e lungo il corso del fiume Sangro, occupato dalla 305ª Divisione di Fanteria Tedesca. La notte del 30 gennaio viene liberata Quadri. Il 31 procedono lungo Torricella Peligna e Lama dei Peligni distrutti e abbandonati dai tedeschi. Il 2 febbraio, giorno del suo compleanno, il maggiore Wigram con una formazione di 29 inglesi e 60 patrioti lasciò Montelapiano recandosi a Fallo, dove doveva incontrarsi con due plotoni di paracadutisti italiani al comando del capitano Carlo Gay. Fu deciso che la Wigforce sarebbe arrivata a Pizzoferrato prima dell'alba del 3 febbraio per poi attendere l'arrivo dei parà italiani alle prime luci del giorno. Wigram con gli inglesi e il capitano Mancini con tre plotoni di patrioti raggiunsero il paese come da programma, ognuno con un obiettivo preciso.
La formazione mista guidata da Wigram sferrò subito l'attacco a Casa Casati, sul pianoro roccioso, certo dell'arrivo dei paracadutisti italiani attesi per le prime ore del giorno, ma i combattimenti si risolsero in una terribile carneficina, dove, purtroppo, il primo a cadere sotto il fuoco tedesco fu proprio l'eroico maggiore, sempre alla testa del suo plotone. Il tenente Glieca ordinò subito la ritirata nei dintorni della vicina chiesa. Poco dopo le 7 giunse il tenente inglese Exelle che assunse il comando disponendo un nuovo attacco. Si scatenò una violenta sparatoria, lo stesso Exell fu ferito gravemente. Inglesi e patrioti fecero fronte come meglio poterono, certi dell'imminente arrivo dei parà di Gay.
Ma i rinforzi giunsero troppo tardi, quando, dopo un'ultima disperata resistenza dentro la chiesa, patrioti e inglesi si sganciarono lasciando i feriti e riuscendo a guadagnare la valle del Parello e rientrare a Fallo. Il 4 febbraio uomini della Brigata Maiella e del ricostituito Esercito Italiano raggiungono il paese e lo presidiano. Negli scontri la Brigata registra 14 uomini caduti, 10 prigionieri e 12 feriti. Il corpo del maggiore fu ritrovato sepolto sotto un albero (tuttora esistente) all'interno del giardino di Casa Casati, sul cui muro di cinta una lapide ricorda oggi la sanguinosa battaglia del 3 febbraio 1944 che condusse alla liberazione di Pizzoferrato, confermando l'efficacia del piano messo a punto dal maggiore inglese coadiuvato dai partigiani maiellini.
I patrioti della Maiella devono molto al maggiore Lionel Wigram, del V Corpo d'Armata Britannico, che diede a questo strano esercito l'occasione di dimostrare il suo valore. Adesso gli Alleati non poterono che riconoscere il valore di questo gruppo di Patrioti e concedere loro quello che volevano: battersi contro gli invasori. A partire dal febbraio 1944 Domenico Troilo si distinse in una leggendaria difesa di Fallascoso, una frazione di Torricella Peligna, avamposto sulla Linea Gustav. Il 23 febbraio con soli 20 uomini fronteggiò per tutta la notte un possente attacco della divisione tedesca Jäger. La difesa riuscì senza perdere neanche un uomo. La difesa resse intatta a tutti gli attacchi sferrati. Dopo gli innegabili successi riportati, il 28 febbraio il Capo di Stato Maggiore Giovanni Messe riconobbe la formazione con il nome Banda Patrioti della Maiella e li inquadrò nella 209ª Divisione di fanteria. Divennero, finalmente, una unità militare pienamente riconosciuta e la loro bandiera di combattimento la prima al di fuori di quella del ricostituito Regio Esercito.

### La Banda dei Patrioti della Maiella
Dopo i primi successi e con la fiducia da parte degli Alleati, i due Troilo, Ettore e Domenico, fondarono le loro bande in una formazione più ampia: la banda dei Patrioti della Maiella, che raccolse partigiani provenienti da diverse parti dell'Abruzzo. Ettore divenne il comandante, Domenico il suo vice, e comunque il comandante sul campo.
Grazie ad alcune concessioni ottenute anche da parte del capo di stato maggiore Giovanni Messe, i patrioti iniziarono a disporre di un migliore armamento e di una divisa, che era comunque quella britannica. Sul bavero al posto, delle stellette a cinque punte, riconducibili alla monarchia e quindi espressione del giuramento di fedeltà al Re (che i maiellini, tutti repubblicani, rifiutavano), c'erano due nastrini tricolori. Il gruppo, che disponeva di piena autonomia di organico, era coordinato dal comando alleato. L'adesione alla Banda della Maiella era volontaria. Se ne poteva uscire liberamente, senza neanche spiegare la motivazione.
La Banda non aveva connotati partitici. Nonostante il comandante Ettore Troilo fosse socialista, la Brigata non venne mai classificata in base a connotazioni politiche. Non c'erano commissari politici, elemento atipico rispetto alle altre formazioni partigiane della Resistenza italiana.
Anche gli organigrammi erano anomali. Ai posti di comando vennero promossi, via via che il gruppo cresceva di dimensioni, quei maiellini che si erano distinti sul campo. Il gruppo infatti cresceva con il passare del tempo, e dalle 400 unità iniziali si arrivò, allo scioglimento del gruppo a guerra conclusa, a circa 1 500 unità. Ma molti non poterono entrare a far parte della Maiella a causa dell'impossibilità di accettare ulteriori reclute.

### La liberazione dell'Abruzzo

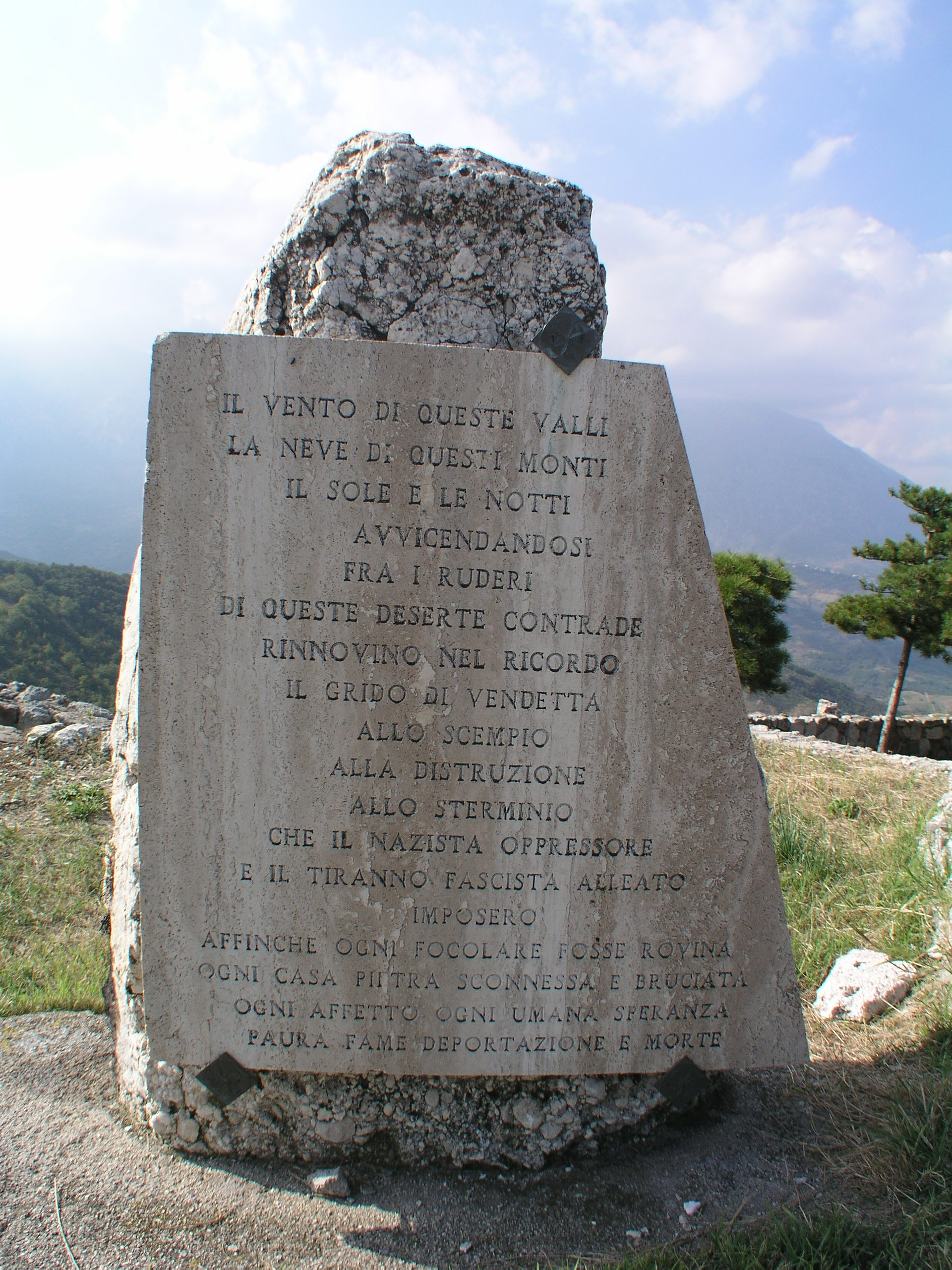
Lapide che ricorda la distruzione di Gessopalena

Arrivata la primavera del 1944 si rianimò l'attività bellica degli Alleati, che sul fronte adriatico disponevano di armate britanniche, neozelandesi, indiane, pachistane e polacche. Gli scontri con le truppe da montagna tedesche durarono fino alla fine di marzo 1944. 
Successivamente, la Brigata Maiella partecipò al fianco degli Alleati contribuendo alla riuscita dell'azione bellica, guidandoli nei sentieri montani e con operazioni di ricognizione. Numerosi centri liberati vennero affidati in gestione ai patrioti della Maiella.
L'8 giugno 1944 i volontari della Maiella valicano Guado di Coccia e approdano a Campo di Giove. Il giorno seguente i patrioti della Maiella, insieme con le Armate Britanniche, liberano Pacentro, Cansano, Roccacaramanico, Caramanico Terme, Sant'Eufemia, Popoli, Tocco da Casauria, Bussi sul Tirino e Pratola Peligna. I volontari della Maiella sono i primi a entrare a Sulmona liberata.
Sempre il 9 giugno 1944, gli Alleati e le forze del CIL liberano Chieti, Guardiagrele e numerosi comuni del versante adriatico grazie alla divisione Nembo del Battaglione S. Marco e da truppe indiane. Il 10 toccò a Pescara. Al 15 giugno buona parte dell'Abruzzo era libero dall'oppressione nazifascista.

### La fine del conflitto

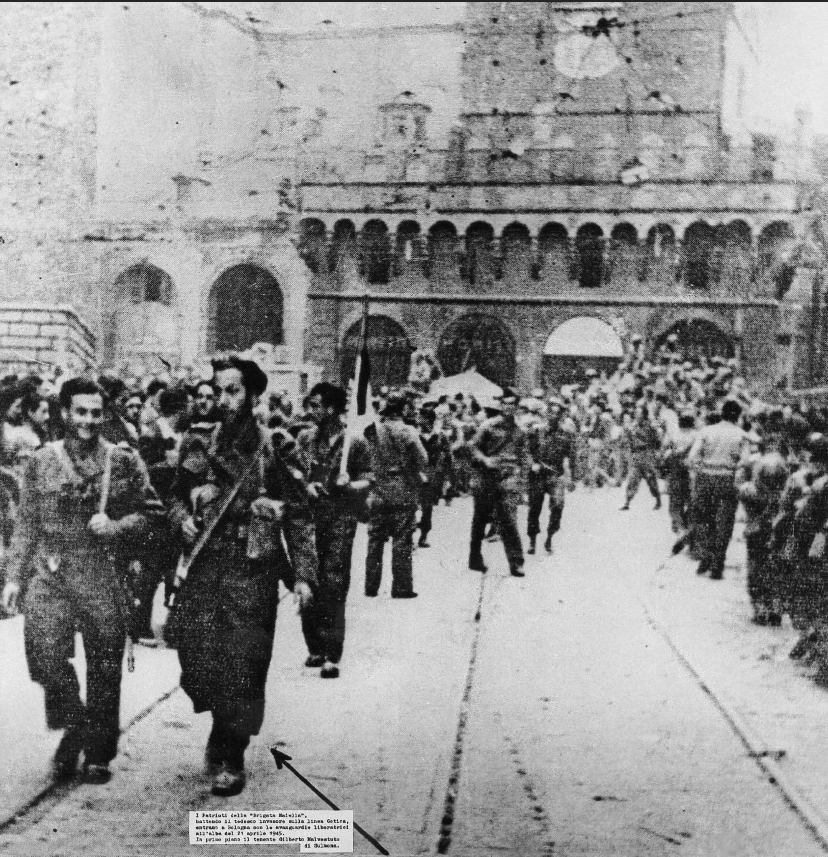
La Brigata Maiella entra tra le primissime truppe liberatrici a Bologna all'alba del 21 aprile 1945. Nella foto, indicato dalla freccia, Gilberto Malvestuto, Comandante della Sezione Mitraglieri della Compagnia Pesante Mista

Liberato l'Abruzzo la banda avrebbe potuto sciogliersi, ma così non accadde. Gli uomini della Brigata Maiella infatti, liberata la propria terra, vollero mettere ancora le loro vite a disposizione della Patria laddove in molti avrebbero desistito. Continuarono a combattere insieme con il II Corpo polacco risalendo l'Italia fino ad Asiago liberando numerosi centri tra Marche, Emilia-Romagna e Veneto. Entrarono, insieme con i polacchi, nella città di Bologna, liberata la mattina del 21 aprile 1945.
Alcune pattuglie proseguirono fino ad Asiago ma, informati della cessazione di ogni resistenza nazifascista, si fermarono lì il 1º maggio, portando il loro saluto ai resistenti locali, prima di ricongiungersi agli altri patrioti. Questa fu l'ultima azione militare della "Maiella". La cerimonia ufficiale di scioglimento dell'unità si tenne a Brisighella (RA) il 15 luglio del 1945, alla presenza di rappresentanti polacchi e britannici, dichiarando concluse le operazioni militari della brigata partigiana.

## Composizione e ideologia
La questione della mancanza delle stellette sul bavero, sostituite da un nastro tricolore, ha una motivazione specifica: pur apartitica, la Brigata Maiella era formata da repubblicani antifascisti che si erano rifiutati di giurare fedeltà al Re, perché ritenuto corresponsabile della dittatura fascista e del disastro della guerra. Di qui, dopo l'esperienza come banda di patrioti aggregata alle unità inglesi del maggiore britannico Lionel Wigram, la decisione di assegnare l'unità al Regio Esercito dal solo punto di vista amministrativo (col conferimento di tesserino e paga), ma con la caratteristica di non riconoscere alcun vincolo di subordinazione alla struttura militare e alle gerarchie.
Da giugno 1944 i volontari entrarono a far parte ufficialmente in organico del II Corpo polacco del generale Władysław Anders, come fanteria da montagna, inserita in tutti i piani operativi della campagna d'Italia. L'apoliticità della Brigata costituisce un unicum dell'intera Resistenza partigiana della quale, in ogni caso, è parte integrante.

## Inno
L'inno della Brigata Maiella, improvvisato come canto di accompagnamento alle marce e agli spostamenti nel corso della guerra e della risalita della penisola italiana, è intitolato "Sul ponte fiume Sangro" ed era intonato sulle note di un canto degli alpini "Ponte di Perati". Il testo recitava:
SUL PONTE FIUME SANGRO
"Sul ponte fiume Sangro
bandiera nera
è il lutto della Maiella
che va alla guerra.
La meglio gioventù
che va sotto terra.
Quelli che son partiti
non son tornati
sui monti dell'Abruzzo
sono restati.
Sui monti della Romagna
sono caduti".
Accanto a questo fa per la prima volta la sua comparsa, come canto di combattimento, la canzone "Bella Ciao"

## Onorificenze
Il conferimento della medaglia fu complesso. Promessa dal Luogotenente del Regno Umberto II di Savoia in un incontro con il vice comandante Domenico Troilo, la cerimonia di conferimento sarebbe dovuta svolgersi a Jesi il 10 marzo 1945, ma la medaglia non fu consegnata. La difficoltà era legata al fatto che l'unica Bandiera di Guerra riconosciuta ufficialmente a rappresentanza di tutte le formazioni partigiane italiane era quella del Corpo Volontari della Libertà, formazione della quale la "Maiella" non aveva mai fatto parte e dalla quale non intendeva essere rappresentata, rendendo di fatto impossibile l'effettivo conferimento che era, per l'appunto, "alla bandiera". La Brigata si sciolse poco dopo, il 15 luglio 1945, rendendo la situazione ancora più complicata.
Nel dopoguerra Ettore Troilo sollecitò ripetutamente i vertici delle istituzioni per sbloccare la situazione e finalmente il 14 novembre 1963 su decreto del presidente della Repubblica Antonio Segni la bandiera del Gruppo Patrioti della Maiella, riconosciuta come Bandiera di Guerra, fu decorata con la medaglia d'oro al valore militare. La cerimonia ufficiale si tenne a Sulmona il 2 maggio 1965, presenti il ministro della Difesa, Giulio Andreotti, il vice presidente del Consiglio dei ministri, Pietro Nenni, il vice presidente del Senato, Giuseppe Spataro, il sen. Ferruccio Parri e l'on. Arrigo Boldrini.
Il 5 marzo 1970 la bandiera di guerra della Brigata Maiella venne finalmente deposta con pieni onori militari nel Sacrario delle Bandiere di Roma, ove vengono custodite le bandiere dei reparti disciolti delle Forze armate italiane, a fianco della bandiera del Corpo Volontari della Libertà, l'unica altra unità combattente partigiana decorata di Medaglia d'oro al Valor Militare.

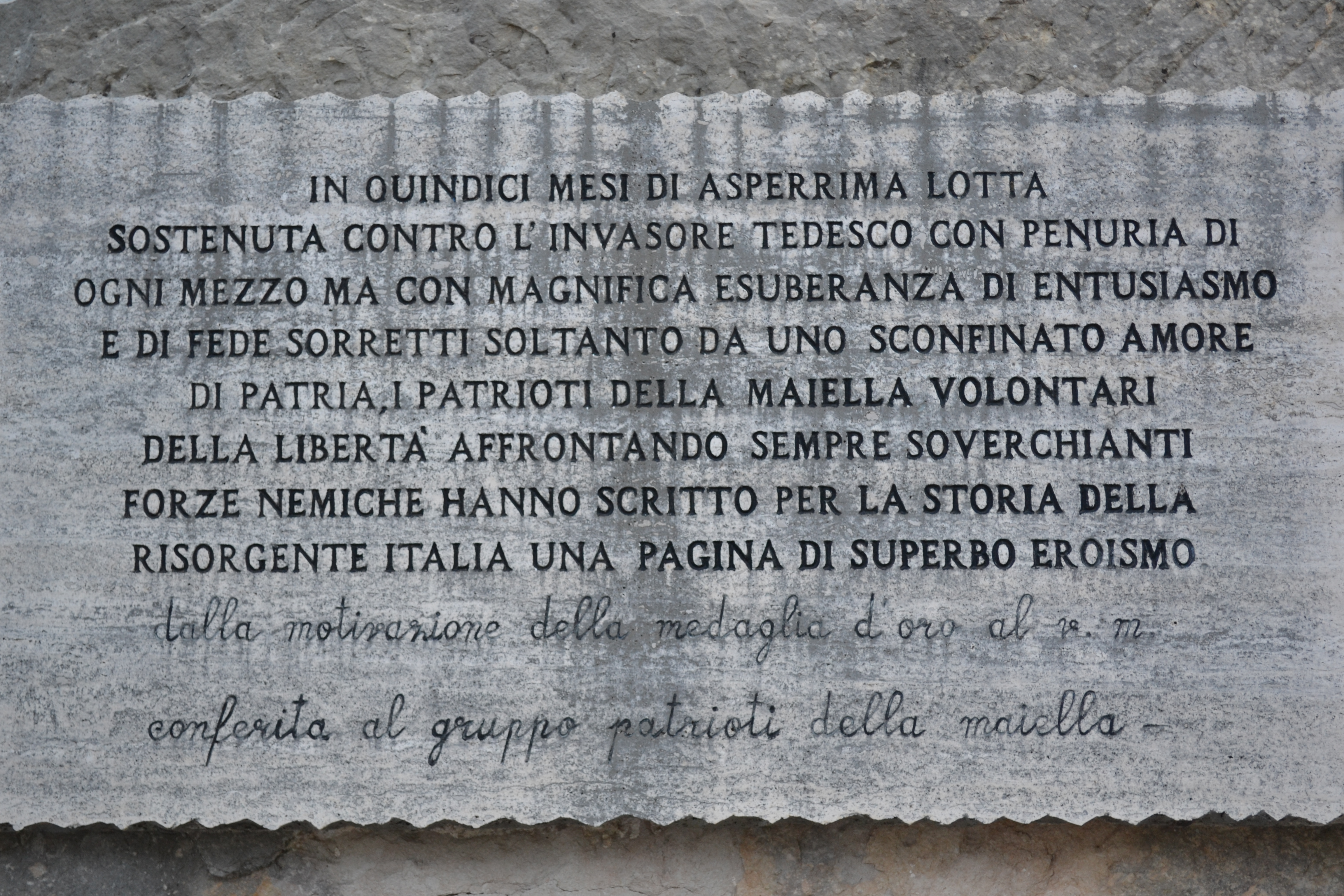
Targa commemorativa della medaglia d'oro al v.m. presso il sacrario di Taranta Peligna

## Persone legate alla brigata
- Ettore Troilo
- Domenico Troilo
- Gilberto Malvestuto
- Ettore De Corti[11]
- Mario Tradardi[12]
- Aurelio Brecciaroli[13]
- Attilio Brunetti[14]
- Ivan Proserpi[15]

## Opere commemorative e monumenti

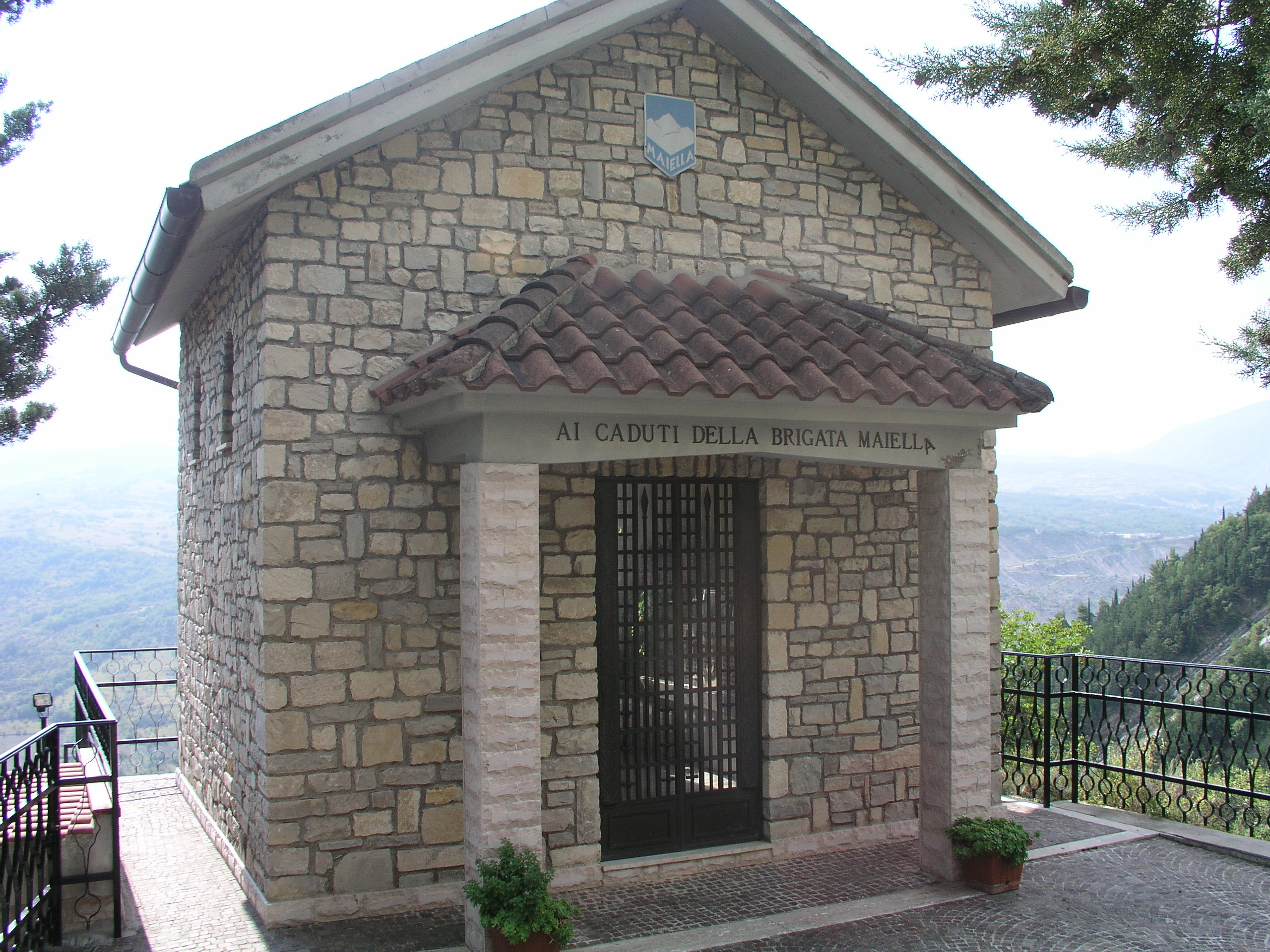
Sacrario dei Caduti della Brigata Maiella presso Taranta Peligna

- Sacrario dei Caduti della Brigata Maiella: si trova nel comune di Taranta Peligna, eretto simbolicamente a strapiombo sulla roccia della Maiella, lungo la strada che da Lama dei Peligni conduce a Palena, a significare la fortezza e la tenacia dei partigiani abruzzesi, nelle operazioni di guerriglia sulle alture della montagna. Il sacrario è stato realizzato qualche anno dopo la fine della guerra nel 1945, composto da una cappella a forma di capanna, in conci di pietra regolare, molto modesta, con sopra l'architrave del portale la lapide con l'iscrizione "Onore ai caduti" e lo stemma ufficiale della Brigata. L'interno conserva le lapidi tombali con le fotografie dei principali brigadisti caduti durante le operazioni di liberazione del territorio del Sangro-Aventino. Il sacrario è preceduto da un percorso a piedi lungo la parete rocciosa, dove sono scolpite le principali tappe, da Casoli a Brisighello in Veneto, conquistate dai brigadisti di Ettore Troilo, tale cammino è detto "della Liberazione", fino al raggiungimento del piazzaletto del sacrario, dove si trovano delle lapidi commemorative che ricordano le visite di parlamentari e presidenti della Repubblica, di cui si ricordano Carlo Azeglio Ciampi, legato fortemente al territorio abruzzese, poiché fu ospitato da esule in un palazzo a Scanno (AQ), poi Luigi Einaudi, anche gli sfollato in Abruzzo, e di recente, nella visita speciale del 25 aprile 2018, il presidente Sergio Mattarella, che ha visitato anche Casoli, e il museo della Memoria allestito nel castello ducale.
- Borgo medievale di Gessopalena: l'intero paese vecchio di Gessopalena è per così dire un monumento vivente alla distruzione tedesca, e in particolare si ricordano la lapide ai caduti civili posta nel piazzale "a teatro" affacciato sul dirupo verso la Maiella, e la casa che ospita la Fondazione della Brigata Maiella, oltre al Monumento ai Caduti civili eretto nella piazza della cittadina.
- Museo della Memoria del castello ducale di Casoli: il castello Masciantonio è stato adibito di recente a vari usi, e una sala in particolare, intitolata a Lionel Wigram, ricorda con documenti e fotografie, e pannelli esplicativi le principali vicende della nascita della Brigata Maiella a Casoli, per volere di Ettore Troilo, con diretto interessamento del Wigram.
- Monumento alla Brigata Maiella (Guardiagrele): sorge nel piazzale della villa comunale, eretto in ricordo della liberazione della cittadina da parte degli alleati, successivamente dai brigadisti. È composto da un blocco di travertino, spezzato nel centro da una forma geometrica romboidale con scene allegoriche, e la lapide in ricordo dei caduti.
- Monumento alla Brigata Maiella di Bologna: situato in Viale Lenin, composto da tre grandi pietre allineate, con delle iscrizioni che ricordano l'ingresso dei brigadisti a Bologna nel 1945.
- Monumento alla Brigata a Sulmona: è stato inaugurato il 23 ottobre 2019 all'incrocio tra Via della cornacchiola e via Togliatti [16]

## Rappresentazione teatrale sulla storia della brigata
Da marzo del 2012, la compagnia teatrale abruzzese Compagnia dei Guasconi di Pescara, ha portato in scena uno spettacolo dal titolo Banditen – I partigiani che salvarono l'Italia. Il lavoro è il frutto di una ricerca storica lunga e accurata, durata più di un anno, articolata in interviste, studi di pubblicazioni esistenti, e approfondimenti sul materiale presente nell'Archivio di Stato di Chieti. Lo spettacolo viene replicato almeno una volta l'anno, il 25 aprile, in diversi luoghi. Il 6 novembre 2016 lo spettacolo venne rappresentato a Montecitorio, alla presenza della Presidente della Camera. https://www.youtube.com/watch?v=KU4ueyS8Pm8